# Kim Chung-tae
Kim Chung-tae (kor. 김청태; * 6. Juli 1980) ist ein ehemaliger südkoreanische Bogenschütze und Olympiasieger.

## Karriere
Bei den Olympischen Sommerspielen 2000 in Sydney erreichte er im Einzel den fünften Platz. Im Viertelfinale schied er gegen den späteren Silbermedaillengewinner Magnus Petersson mit 111:112 aus. Gemeinsam mit Oh Kyo-moon und Jang Yong-ho wurde er Olympiasieger im Mannschaftswettbewerb.